# William T. Haskell
William T. Haskell (* 21. Juli 1818 in Murfreesboro, Tennessee; † 12. März 1859 in Hopkinsville, Kentucky) war ein US-amerikanischer Politiker. Zwischen 1847 und 1849 vertrat er den Bundesstaat Tennessee im US-Repräsentantenhaus.

## Werdegang
William Haskell war ein Neffe von Charles Ready (1802–1878), der zwischen 1853 und 1859 ebenfalls für Tennessee im Kongress saß. Er genoss zunächst eine private Erziehung und besuchte danach die öffentlichen Schulen in Murfreesboro. Später studierte er an der University of Nashville. Später arbeitete er als Rechtsanwalt. Haskell nahm im Jahr 1836 an einem Krieg gegen die Seminolen und zehn Jahre später am Mexikanisch-Amerikanischen Krieg teil.
Politisch gehörte er der Whig Party an. In den Jahren 1840 und 1841 war er Abgeordneter im Repräsentantenhaus von Tennessee. Bei den Kongresswahlen des Jahres 1846 wurde er im elften Wahlbezirk von Tennessee in das US-Repräsentantenhaus in Washington, D.C. gewählt, wo er am 4. März 1847 die Nachfolge von Milton Brown antrat. Bis zum 3. März 1849 konnte er eine Legislaturperiode im Kongress absolvieren. Nach seinem Ausscheiden aus dem US-Repräsentantenhaus hat Haskell kein weiteres höheres Amt mehr ausgeübt. Er starb am 12. März 1859 in Hopkinsville und wurde in Jackson beigesetzt.